# Neonerita syrissa
Neonerita syrissa là một loài bướm đêm thuộc phân họ Arctiinae, họ Erebidae.